# Demangevelle
Demangevelle es una comuna francesa situada en el departamento de Alto Saona, en la región de Borgoña-Franco Condado. Tiene una población estimada, en 2020, de 271 habitantes.

## Demografía
| 496 | 539 | 650 | 575 | 764 | 714 | 792 | 850 | 822 | 622 | 644 | 657 | 542 | 503 | 481 | 586 | 482 | 490 | 473 | 422 | 437 | 750 | 820 | 801 | 810 | 705 | 850 | 752 | 630 | 564 | 515 | 423 | 356 | 337 | 271 |
| Para los censos de 1962 a 1999 la población legal corresponde a la población sin duplicidades (Fuente: INSEE [Consultar]) |     |     |     |     |     |     |     |     |     |     |     |     |     |     |     |     |     |     |     |     |     |     |     |     |     |     |     |     |     |     |     |     |     |     |